# Стів Юрчик
Стів Юрчик (англ. Steve Jurczyk) — американський інженер, в 2021 році був виконуючим обов'язки адміністратора НАСА, до того був помічником попереднього голови Брайденстайна, працював в Дослідницькому центрі Ленглі.

## Походження
Сам Стів Юрчик вважає себе напівполяком, напівіталійцем. Його дідусь і бабуся емігрували до Америки з Польщі у 30-ті роки минулого століття.

## Освіта і кар'єра
Стів Юрчик є випускником Університету Вірджинії, де здобув ступені бакалавра та магістра наук в електротехніці в 1984 та 1986 рр. Він є доцентом Американського інституту аеронавтики і астронавтики
Розпочав свою кар'єру в НАСА в 1988 році в Дослідницькому центрі Ленглі у відділі електронних систем як інженер з проєктування, впровадження та випробувань, де розробляв кілька космічних систем дистанційного зондування Землі. З 2002 по 2004 рр. був директором інженерних робіт, а з 2004 по 2006 рр. — директором з досліджень і технологій у Ленглі, де керував організацією широкого спектру науково-дослідних, технологічних та інженерних дисциплін, що сприяли усім сферам діяльності НАСА. З серпня 2006 року Юрчик працював заступником директора Центру Ленглі. У травні 2014 року призначений директором Науково-дослідного центру Ленглі НАСА. Там він очолив перший польовий центр НАСА, який відіграє важливу роль у дослідницькій і науковій діяльності НАСА.
Після Ленглі з червня 2015 року Юрчик був асоційованим директором Управління космічних технологій. На цій посаді він формулював і виконував програми космічних технологій, зосередившись на розробці та демонстрації трансформаційних технологій для людського та роботизованого дослідження Сонячної системи в партнерстві з промисловістю та науковими колами. У травні 2018 року Юрчик став асоційованим головою НАСА.
Протягом усієї своєї кар'єри Стів Юрчик підтримував місії, які відкривали для людства глибини космосу. Він також упевнений, що туди можуть літати не тільки астронавти, а й звичайні люди як туристи. Особливо упевнений у тому, що цей напрям буде розвиватися завдяки тому, що вартість польоту з кожним роком стає все нижчою. Також у 2015 році він пророкував, що до 2030 року НАСА зробить посадку корабля з екіпажем на Марсі.
Після відставки Джима Брайденстайна з 20 січня до 3 травня 2021 року був виконуючим обов'язки адміністратора НАСА.

## Нагороди та відзнаки
За свою кар'єру в НАСА Стів Юрчик отримав кілька нагород, у тому числі дві медалі за видатні лідерські якості НАСА, нагороду Президента за звання заслуженого виконавця у 2006 році та нагороду Президента за видатні заслуги представника виконавчої влади у 2016 році — найвищої відзнаки, досяжної для керівництва федерального уряду.